# 汉诺威王国
不倫瑞克-呂訥堡王國，或稱漢諾威王國（德語：Königreich Hannover），是1814年10月因維也納會議而建立的王國，由喬治三世恢复他在拿破崙戰爭失去的漢諾威領地。它繼承不伦瑞克-吕讷堡选侯国（非正式稱為漢諾威選侯國），於1815年6月和其他38个主权国家加入德意志邦聯。王國是由韦尔夫家族的一个年輕分支汉诺威王朝統治，與大不列颠及爱尔兰联合王国组成共主邦聯直到1837年。此后汉诺威王位由乔治三世第五子恩斯特·奥古斯特一系继承。
在1866年的德意志邦联议会中，格奥尔格五世支持奥地利，并违背议会的意愿拒绝了普鲁士对汉诺威在普奥战争中解除武装并保持中立的要求。随后普鲁士出兵占领汉诺威，由于奥地利在战争中的惨败，许多支持它的邦国被吞并，1866年6月29日汉诺威军队向普鲁士投降。汉诺威王室家族流亡奥地利，汉诺威被普鲁士吞并，成为漢諾威省。